# Il-8 (航空機)
Il-8
- 用途：地上攻撃機
- 製造者：イリューシン設計局
- 初飛行：1943年5月10日
- 生産数：3機
- 運用状況：試作のみ

イリューシン Il-8（Ilyushin Il-8）は、イリューシン Il-2を代替するためにソビエト連邦のイリューシン設計局で開発された地上攻撃機である。最初の2機の試作機は前の型よりもかなり速度が速かったが、運動性が劣っていることが判明した。後にイリューシン Il-10となる機体に備わる多くの特徴を盛り込んで再設計されたが、試験ではIl-10に勝ることはないと分かった。本機は量産には移されなかった。

## 開発
1942年夏にセルゲイ・イリューシンは、最大爆弾搭載量1,000 kg (2,200 lb)の重攻撃機の設計を要請された。イリューシンは新型でより高出力のミクーリン AM-42エンジンを使用した単発のIl-2の拡大版を設計することにした。このAM-42は実質的にIl-2が使用したミクーリン AM-38の拡大版であった。この設計案は当初Il-AM-42と命名されたが、間もなくIl-8と改名された。Il-8の設計はIl-2を基礎としていたが、完全に新型の機体であった。
オイル冷却器はエンジンカウリング上部の空気吸入口内部に冷却液用ラジエターと共に収められ、Il-2よりもコックピットに近い位置に設置されていた。Il-2 とは異なり後部銃手は装甲板に囲まれ、VU-8可動銃架に12.7 mm (0.50 in) ベレージン UBK機関銃を装備していた。従来と同様に主翼には装弾数合計300発の23 mm (0.91 in) VYa機関砲2門と装弾数合計1,500発の7.62 mm (0.300 in) ShKAS機関銃2丁を装備し、VYa-23機関砲の替わりに37 mm (1.5 in) NS-37機関砲を装備することもできた。空力特性改善のために後部胴体が1.42 m (4 ft 8 in)延長され、大直径プロペラの採用と共に降着装置も強化された。それに伴い主脚の収納ナセルも改良された。
Il-8は2機の試作機が製作され、試作初号機はVYa-23機関砲を装備して後部胴体が木製であったが、試作2号機はNS-37機関砲と金属製後部胴体を持っていた。初飛行は1943年5月10日に行われ、攻撃機とそれよりも短い航続距離で通信機器が強化された砲兵観測機の双方の役割での試験が実施された。飛行試験でIl-8は低高度ではIl-2よりもほぼ50 km/h (31 mph)高速で、上昇率は15%の向上、2倍近い航続距離の性能を発揮して比較的成功を収めた。不運にもAM-42は信頼性が低く、排気が目立ち、振動が発生しがちであるという問題を抱えており、これが原因で飛行試験は長引いた。それに加えIl-8は水平面と垂直面での機動ではIl-2に劣ることが判明した。国家側の領収試験は1944年の2月26日から3月30日まで実施され、これらの問題点が改善されることを条件に量産機として領収されることになった。
しかしイリューシンは複座型イリューシン Il-1試作機の長所をIl-8の設計に盛り込むことができると考え、1944年7月1日にもう1機別の試作機を製作する認可が出された。元々の試作2号機を表すのと同じIl-8-2という呼称で記録されたため混乱を招くこの新しい試作機は、長い胴体と4枚プロペラ以外はIl-10となる機体に酷似していた。武装ではYVa-23機関砲がNS-23機関砲に、UBK機関銃はVU-9可動銃架に備えた20 mm (0.79 in) B-20機関砲に換装された。機体斜め後方の防御のために10発のカセット式AG-2対空榴弾が取り付けられた。爆弾等裁量は試作初号機の800 kg (1,800 lb)から1000 kgに増加していた。Il-8-2は1944年10月13日に初飛行を行ったが、エンジンの問題により試験飛行は再度遅れたことで国家側の領収試験は1945年7月7日まで完了しなかった。初期の設計よりも性能が改善されたことが判ったが、既に就役していたIl-10よりも性能的には劣っていたことで量産に入ることはなかった。

## 要目
(Il-8) 
- 乗員：2名
- 全長：12.9 m (42 ft 4 in)
- 全幅：14.6 m (47 ft 11 in)
- 全高：
- 翼面積：39 m2 (420 ft2)
- 翼面荷重：
- 空虚重量：4,910 kg (10,825 lb)
- 運用重量：7,660 kg (16,887 lb)
- 馬力重量比：0.23 kW/kg (0.14 hp/lb)
- エンジン：1 × ミクーリン AM-42 液例 V型12気筒、1,492 kW (2,000 hp)
- 最大速度：472 km/h (294 mph)
- 巡航高度：6,400 m (21,000 ft)
- 航続距離：980 km (611 mi)

- 武装（試作機）：
  - 2 * VYa-23 23 mm機関砲
  - 2 * ShKAS 7.62 mm機関銃
  - 1 * UB 7.62 mm可動機関銃
  - 爆弾：800 kg (1760 lb) [3]